# Стокротки багаторічні
Стокротки багаторічні (Béllis perénnis) — розповсюджений у Європі вид стокроток, багаторічних рослин родини айстрових (Asteraceae), або складноцвітих (Compositae). 
Іноді вважається інвазивним бур'яном, який важко викорінюється скошуванням.

## Опис
Стокротки багаторічні — багаторічна трав'яниста рослина з коротким повзучим кореневищем, культивується як дворічна рослина, досягає у висоту 10—30 см. Має невелике округле або овальне листя (від 2-5 см в довжину, яке росте паралельно до землі). Стебло безлисте. Утворює щільну прикореневу розетку. Суцвіття в діаметрі приблизно 2-3 см. Квіти приблизно 2-3 см. Плід — сім'янка до 0,5 мм завдовжки, жовтого кольору. Насіння дозріває в червні.

## Фото

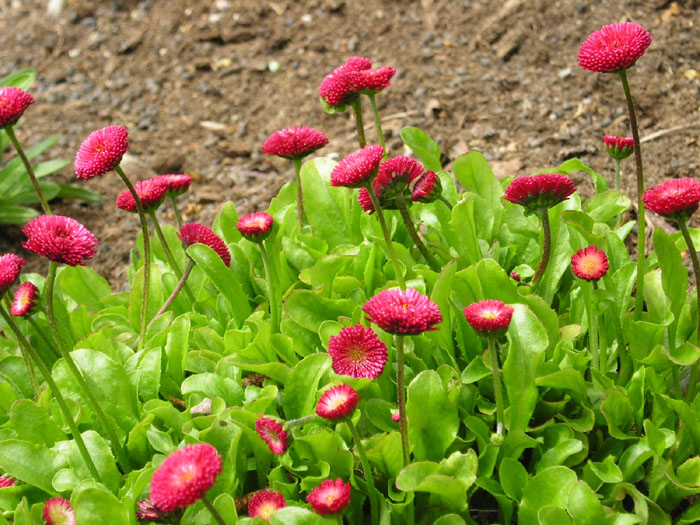
Сорт з червоними квітками «Роб Рой»
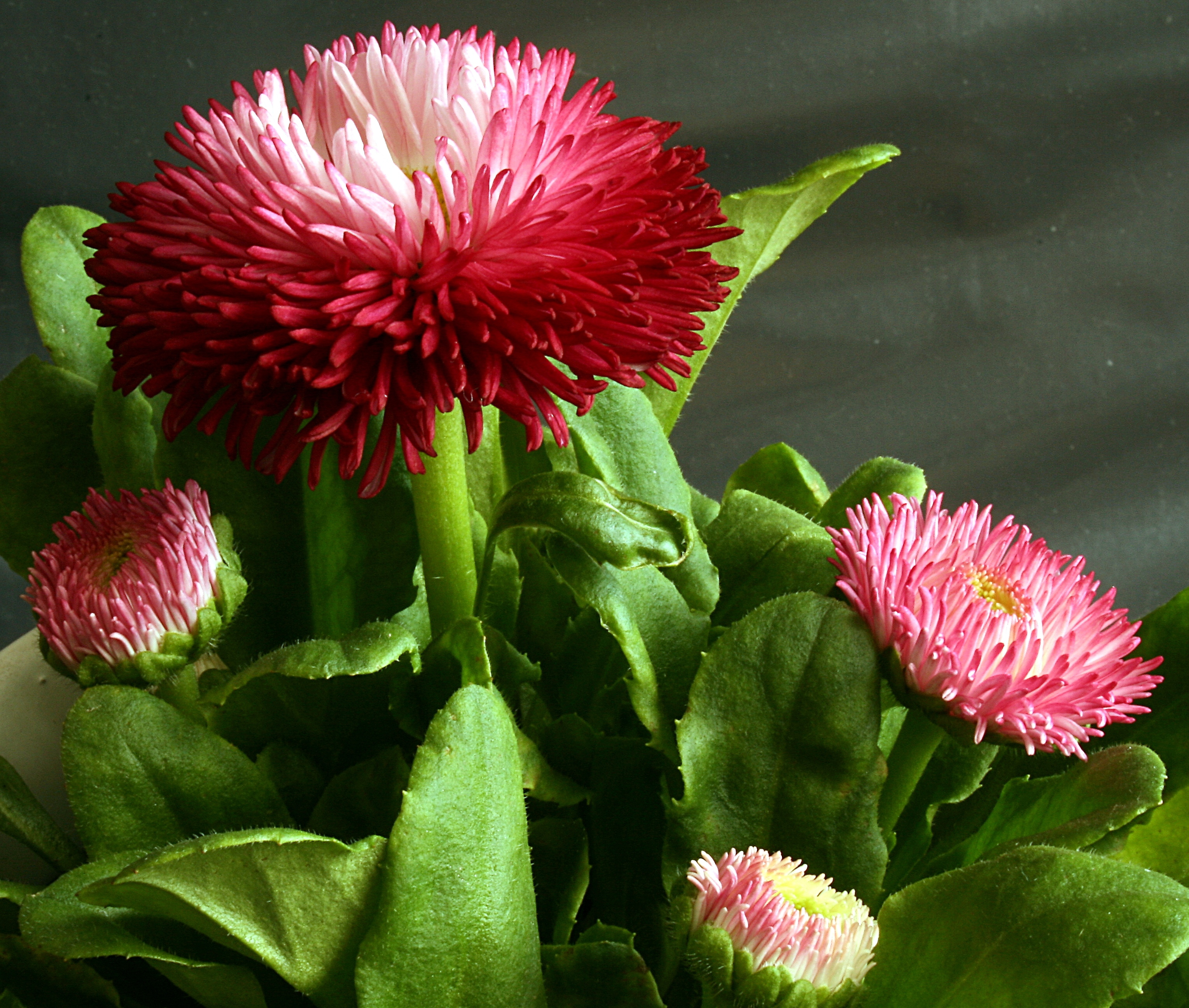
Сорт «Роб Рой» зблизька
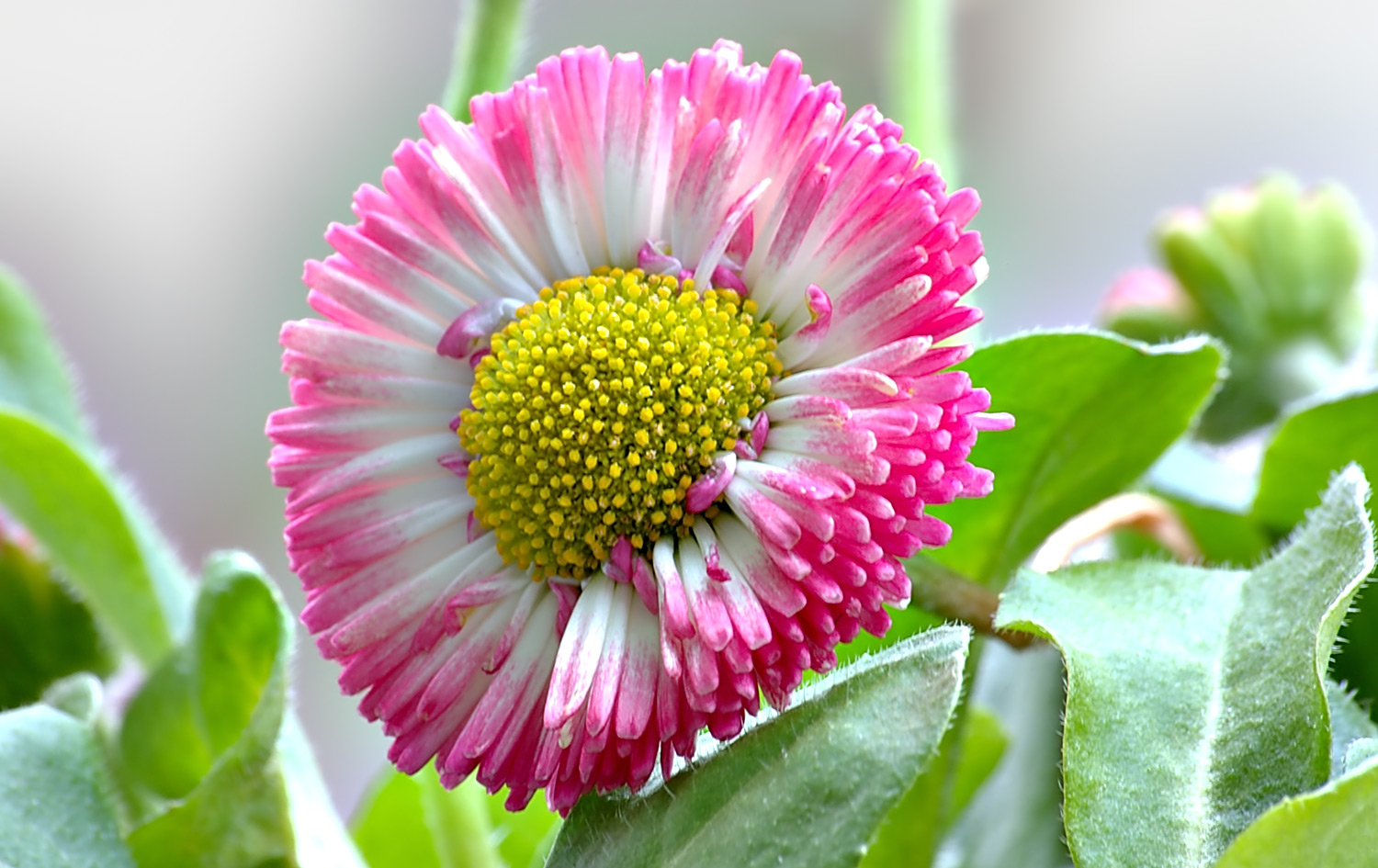
Сорт «Роб Рой» з червоними квітками зблизька
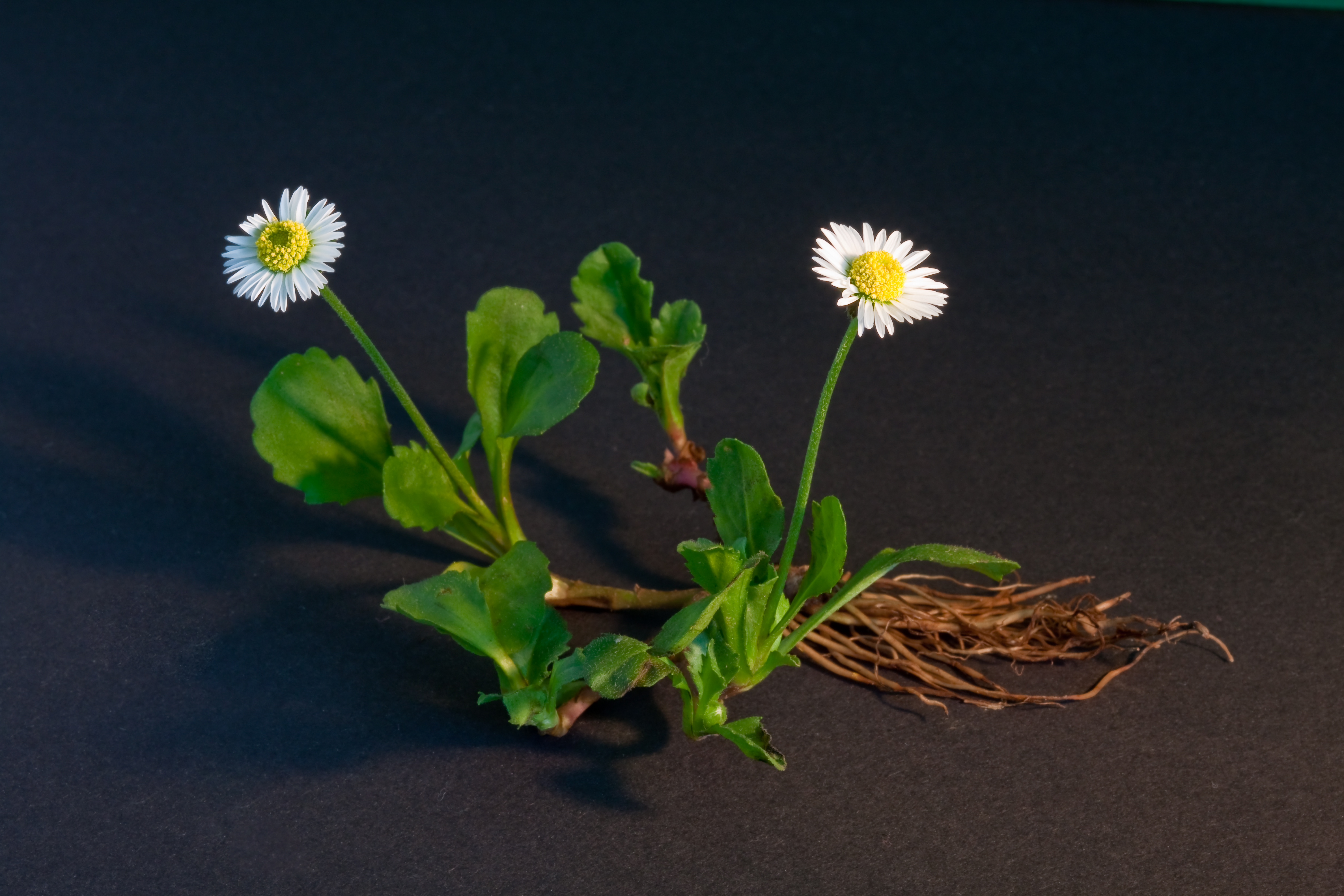
Вся рослина з корінням
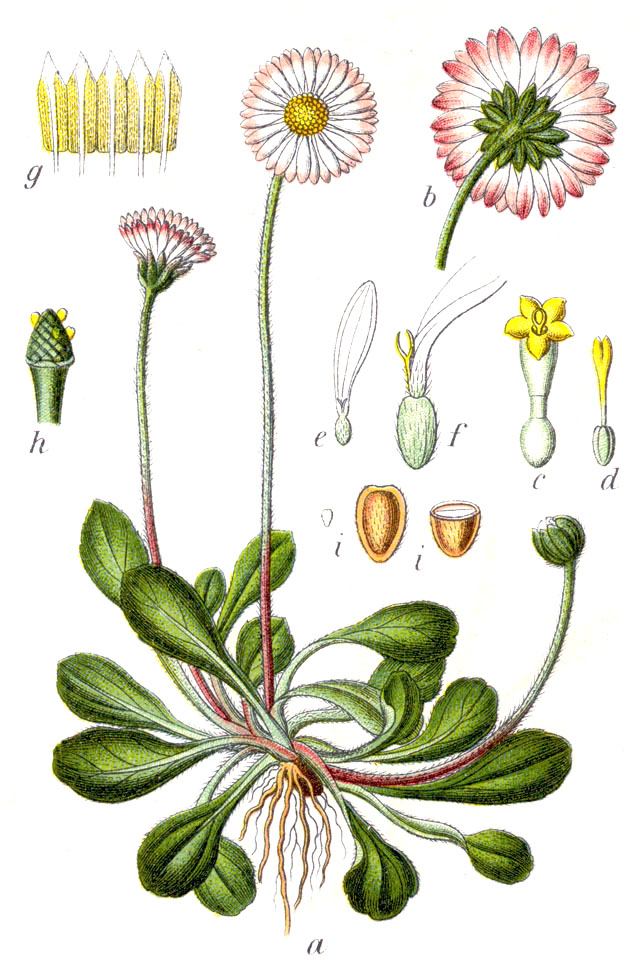
Bellis perennis
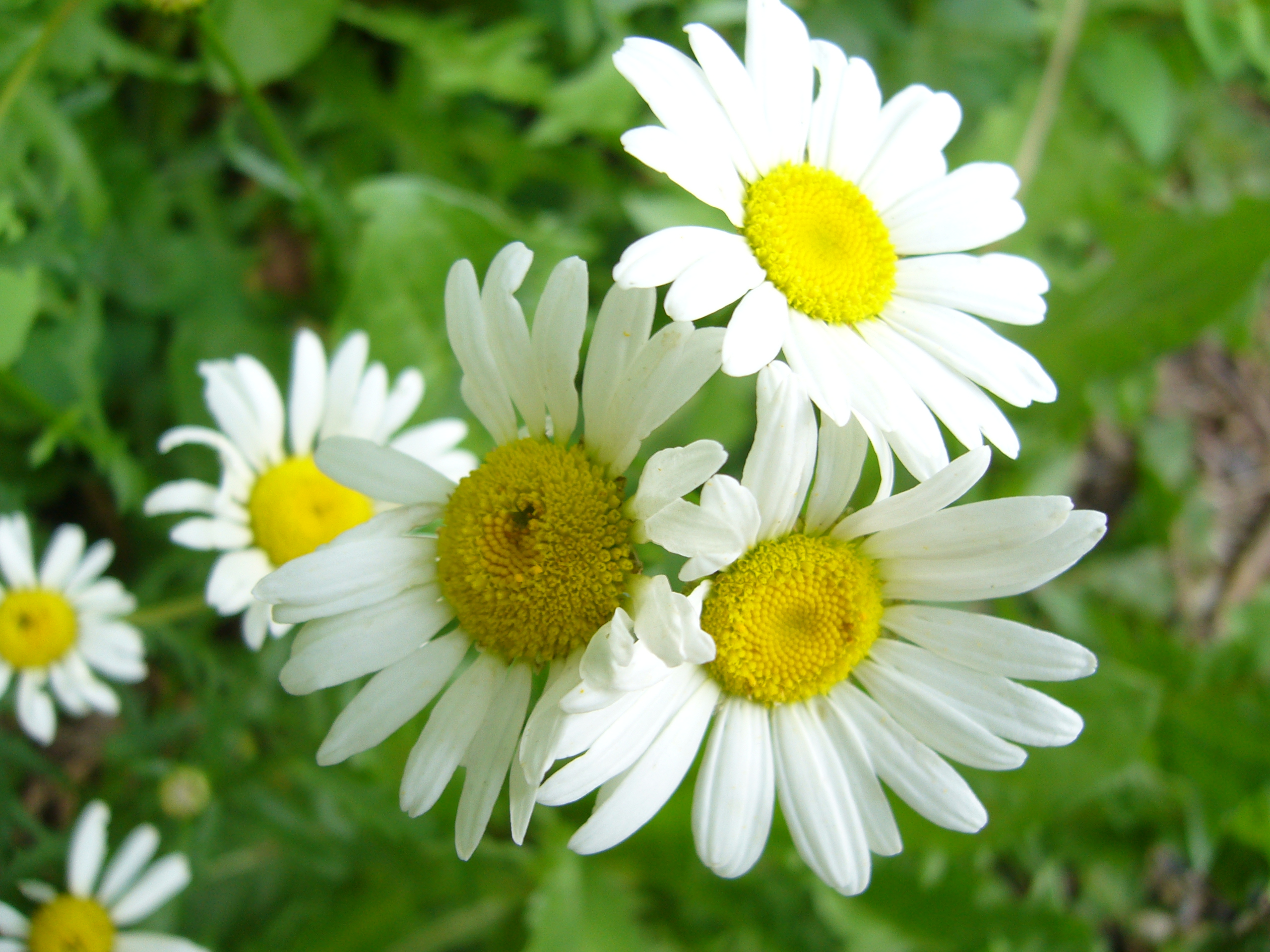
Ромашка
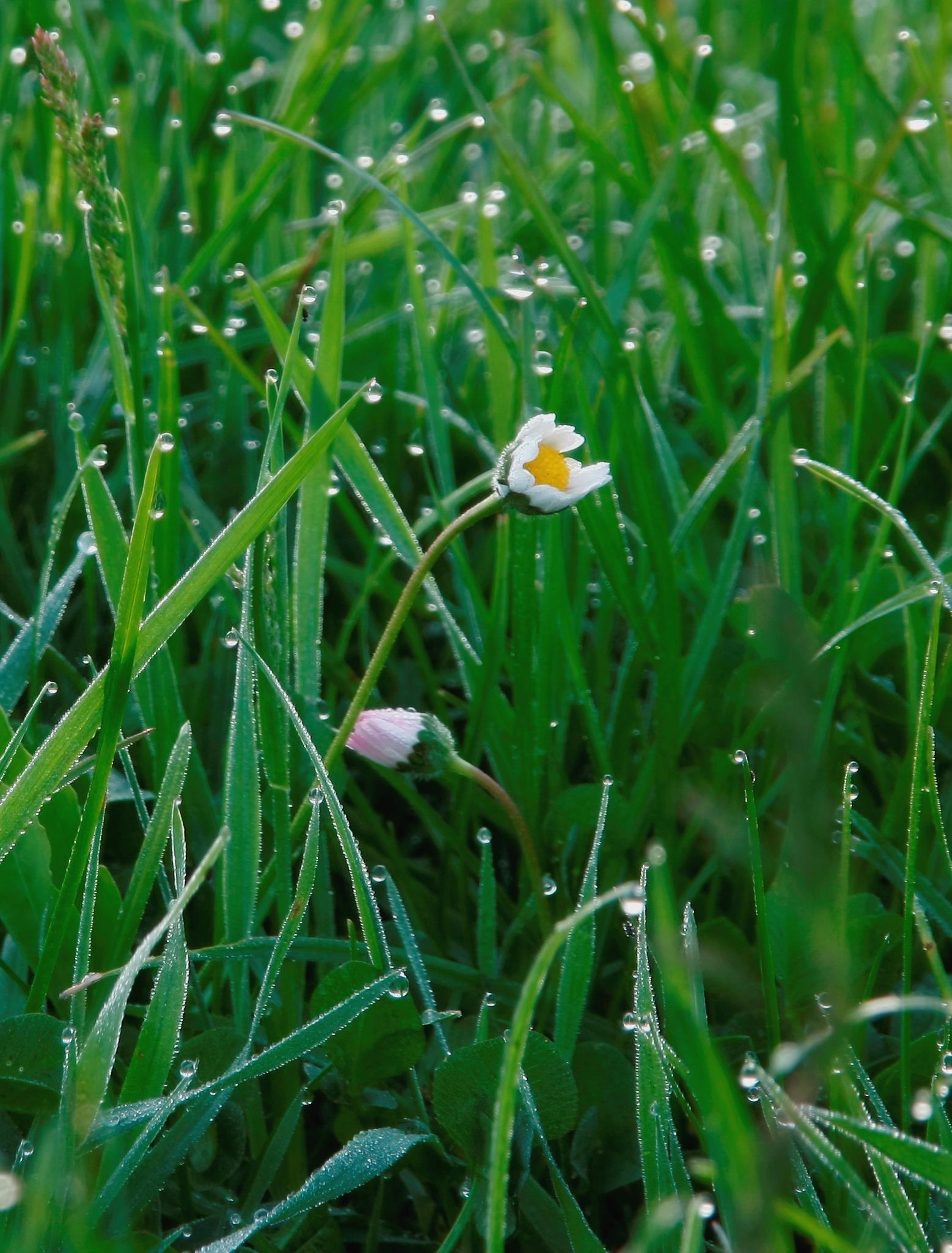
Ромашки з ранковою росою
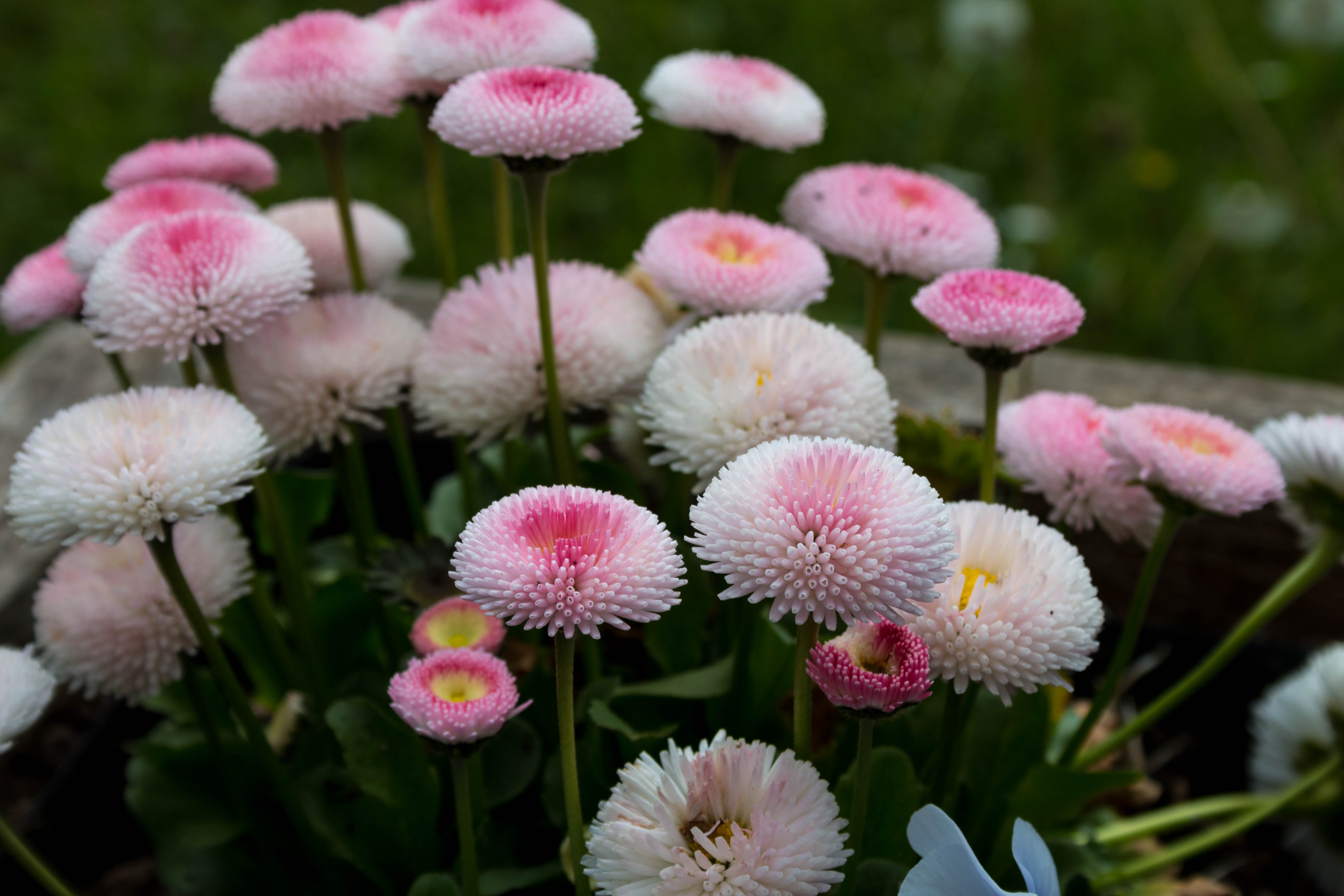
Сорт із забарвленням квіток «Полуничний крем»